# Richard Webb
Richard Webb (Bloomington (Illinois), Estats Units, 9 de setembre de 1915 - Van Nuys, Califòrnia, 10 de juny de 1993) va ser un actor estatunidenc.

## Biografia
És més recordat pel seu treball en la sèrie televisiva de la dècada de 1950 Captain Midnight, basada en un programa radiofònic de llarga trajectòria i amb el mateix títol. El 1958 va ser artista convidat amb el paper de James Foster en el docudrama de Bruce Gordon relatiu a la Guerra Freda Behind Closed Doors, i el 1954 Webb va interpretar al criminal John Wesley Hardin en un episodi del programa western interpretat per Jim Davis ''Stories of the Century.''
Un altre paper destacat de Webb va ser el de Tinent Comandant Ben Finney en el lliurament de Star Trek "Court Martial". A més, el 1959 va ser Don Jagger, el protagonista de la sèrie televisiva Border Patrol.
En els anys setanta Webb es va dedicar a l'escriptura, publicant quatre llibres dedicats als fenòmens psíquics.
Richard Webb es va suïcidar en 1993 en Van Nuys, Califòrnia. Es trobava afectat per una malaltia de llarga durada. Les seves restes van ser incinerades.

## Filmografia
- 1941: Sullivan's Travels, de Preston Sturges
- 1942: American Empire de William C. McGann
- 1947: Variety Girl de George Marshall
- 1947: Retorn al passat (Out of the Past), de Jacques Tourneur
- 1948: Night has a thousand eyes, de John Farrow
- 1949: Sands of Iwo Jima, d'Allan Dwan
- 1949: A Connecticut Yankee in King Arthur's Court de Tay Garnett
- 1951: Distant Drums, de Raoul Walsh
- 1951: Starlift, de Roy Del Ruth
- 1951: I Was a Communist for the FBI, de Gordon Douglas
- 1952: This Woman Is Dangerous, de Felix E. Feist
- 1952: Carson City, d'André De Toth
- 1952: Mara Maru, de Gordon Douglas
- 1954: Three Hours to Kill d'Alfred L. Werker
- 1965: Town Tamer, de Lesley Selander
- 1967: Star Trek (sèrie TV): episodi Court Marcial: Tinent Ben Finney